# Université libre de Bruxelles
Cet article possède un paronyme, voir Université de Bruxelles.
Ne doit pas être confondu avec Université libre néerlandophone de Bruxelles.
 (septembre 2022).
L’université libre de Bruxelles (ULB) est une université belge francophone implantée sur trois campus principaux (le Solbosch, la Plaine, Érasme) dans la région de Bruxelles-Capitale, ainsi qu'à Charleroi (Gosselies). Fondée en 1834, elle est l'une des plus importantes universités belges et est régulièrement citée comme faisant partie des 200 meilleures universités mondiales,,.

## Histoire

### Origine

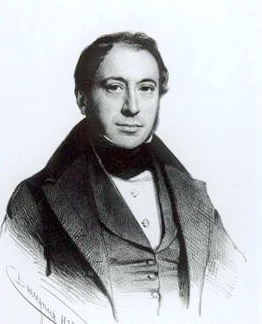
Portrait de Théodore Verhaegen.

L'université libre de Bruxelles fut fondée le 20 novembre 1834, dans une période qui suivit l'indépendance de la Belgique et qui connut la désorganisation de l'enseignement supérieur.
Les trois universités d'État fondées à l'époque du royaume uni des Pays-Bas - Gand, Liège, Louvain - sont amputées de plusieurs facultés. Auguste Baron et Adolphe Quetelet avaient imaginé dès 1831 dans leur loge maçonnique Les amis philanthropes l'idée d'une université « libre ». La création, en 1834, de l'université catholique de Malines, sous l'impulsion des évêques de Belgique, fut le détonateur qui poussa le monde libéral à réagir rapidement. Le juriste Pierre-Théodore Verhaegen, vénérable maître de la loge Les Amis philanthropes, lança en juin 1834 un appel à une souscription dans les milieux libéraux et dans les loges du Grand Orient de Belgique en vue de la création d'une université « libre » qui combattrait « l'intolérance et les préjugés » en répandant la philosophie des Lumières. On fit cependant remarquer à Verhaegen l'utopie de son projet, lui qui ne disposait ni de professeurs, ni de locaux, ni d'argent. C'était sans compter sur l'aide du bourgmestre de Bruxelles et franc-maçon, Nicolas-Jean Rouppe, qui trouva des locaux dans l'ancien palais de Charles-Alexandre de Lorraine, place du Musée. Verhaegen annexa à son projet l'École de médecine et trouva des enseignants parmi les hommes d'expérience du Musée des sciences et des lettres (d) . La faculté de droit fut confiée à des professeurs bénévoles, comme Henri de Brouckère, qui était lui aussi franc-maçon. Dans la foulée, la Ville de Bruxelles alloua un subside et le 20 novembre 1834, Auguste Baron pouvait, dans son discours d'inauguration, définir l'esprit de l'université libre :

« Nous jurons d'inspirer à nos élèves, quel que soit l'objet de notre enseignement, l'amour pratique des hommes qui sont frères, sans distinction de caste, d'opinion, de nation ; nous jurons de leur apprendre à consacrer leurs pensées, leurs travaux, leurs talents au bonheur et à l'amélioration de leurs concitoyens et de l'humanité... »

### XIXesiècle

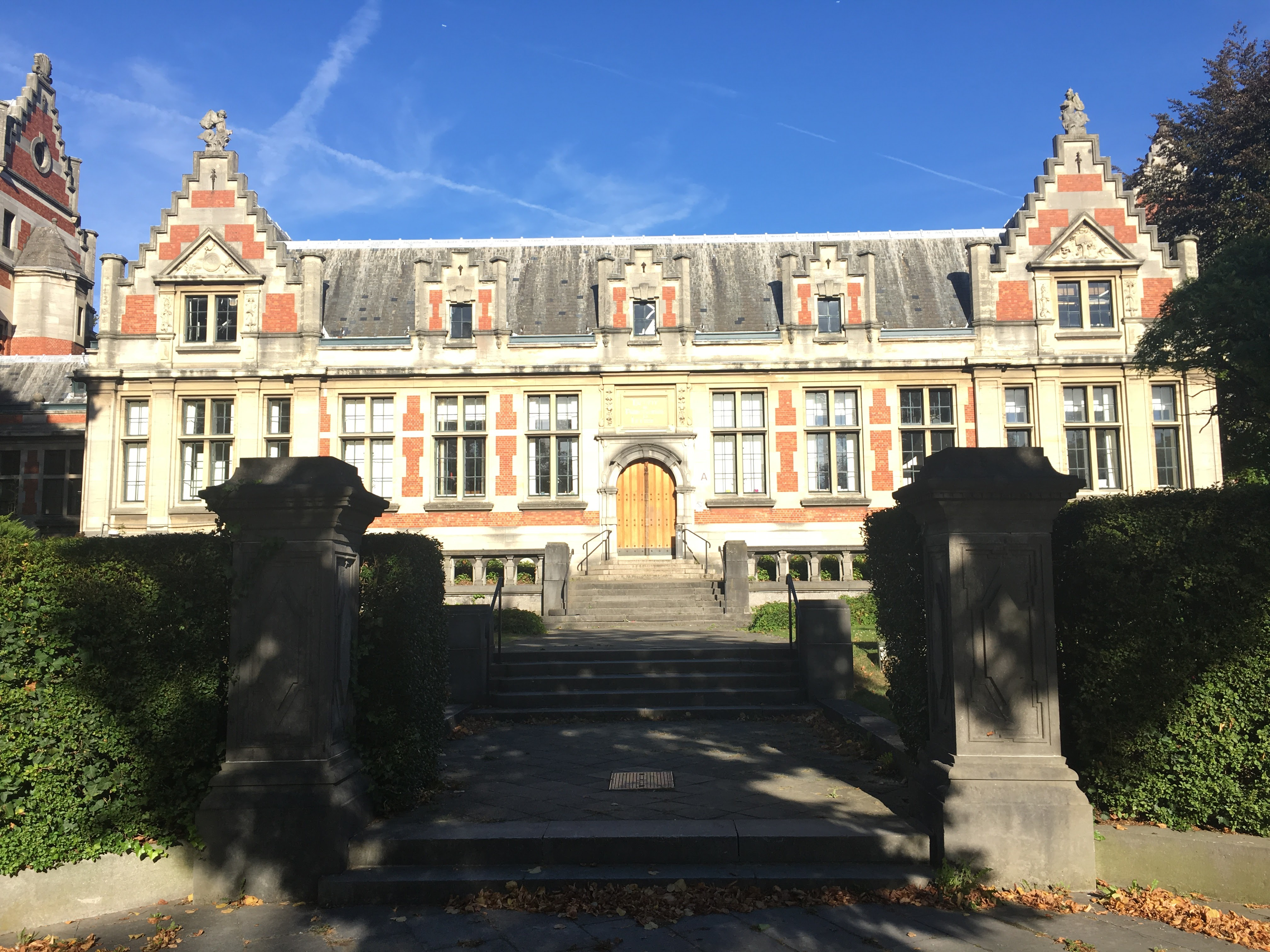
Bâtiment de la faculté de philosophie et lettres, inauguré en 1928.

La première année universitaire pouvait commencer avec ses trente-huit professeurs et 96 étudiants. À l'origine, elle porte le nom d’université libre de Belgique et se compose de quatre facultés : philosophie et lettres, droit, sciences et médecine. À partir de 1842, elle changea de nom et devint l'université libre de Bruxelles.
Jusqu'en 1847, l'université vécut des souscriptions lancées par le Grand Orient et diverses loges maçonniques du pays, dont celle des Amis philanthropes. Outre les difficultés financières, l'Église et l'État faisaient peser des menaces sur la jeune université libre de Bruxelles. La loi sur l'enseignement supérieur de 1835 supprimait l'université d'État de Louvain, ce qui permit à l'université catholique de Malines de s'installer dans la cité brabançonne où elle prit le nom d’université catholique de Louvain et à se présenter petit à petit, en passant outre à plusieurs arrêts et en déformant son histoire, comme étant l’héritière et la continuatrice légitime de l'ancienne Université de Louvain, ce qu'on peut toujours lire actuellement. Il ne restait donc plus que deux universités de l'État - Gand et Liège. Quant aux évêques, ils avaient peine à admettre l'existence d'une université qui se proclamait autonome et qui échappait ainsi à leur contrôle. La presse catholique milita contre l'enseignement dispensé à Bruxelles. Verhaegen répondit à toutes les attaques par un discours académique retentissant où il proclama : « Partis de la liberté d'enseignement, nous réalisons la liberté dans l'enseignement. »

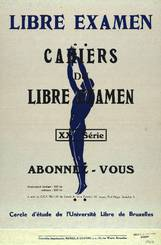
Couverture d'un cahier du libre examen.

Surmontant ces querelles, l'université libre devint une institution reconnue. La population estudiantine était en progression et l'on put en 1842 déménager dans un nouveau bâtiment, le palais Granvelle sis rue des Sols et rue de l'Impératrice.
En 1873, l'université ouvrit son école polytechnique où un enseignement pratique put être dispensé.
En 1880, elle fut la première en Belgique à permettre aux femmes d'accéder aux cours et ce au sein de son Institut de pharmacie. Avant cela quelques-unes étaient allées étudier dans des universités étrangères, principalement en faculté de médecine. Il n'y avait pourtant, en Belgique, aucune restriction légale en ce qui concerne l'accès des femmes aux hautes études. Mais, traditionnellement, seuls les hommes entraient à l'université, et surtout, aucune école secondaire ne préparait les jeunes filles à de telles études.
Le 7 juillet 1886, un incendie détruisit l'aile gauche de l'édifice rue des Sols. La salle académique, la bibliothèque et une partie des collections minéralogiques disparurent dans les flammes. La reconstruction prit six ans.
Le 20 novembre était, depuis l'ouverture, un jour de congé à l'université libre de Bruxelles mais ce n'est qu'en 1888, à l'initiative des étudiants, qu'on organisa les premières célébrations de la Saint-Verhaegen.
En 1893, l'université libre de Bruxelles bénéficia d'un mécénat de grande envergure qui acheva le développement de la faculté de médecine : Ernest Solvay la dota d'un Institut de physiologie implanté au parc Léopold à Etterbeek (ces locaux sont actuellement occupés par le lycée Émile Jacqmain, une école secondaire très réputée) ; Raoul Warocqué, d'un Institut d'anatomie ; Alfred Solvay et quelques autres, d'un Institut d'hygiène et de bactériologie. Dès leur fondation, plusieurs instituts et facultés de l'université sont directement liés aux principales figures du capitalisme industriel belge à son apogée. Il n'est pas anodin que Solvay constitue une école de commerce (pour former les cadres nécessaires à sa multinationale), et un institut de physiologie (pour mesurer l'efficacité des ouvriers et contrôler leur rendement).
En 1899, fut créée l'École des sciences politiques et sociales.
Le XIXe siècle voit une intégration des Juifs à la société belge, en particulier grâce à l'université qui accepte de nombreux étudiants et professeurs juifs. l'université comptera également quatre recteurs juifs : Gottlieb Gluge, Martin Philippson, Adolphe Prins et Paul Errera,

### La première crise des années 1890

#### Affaire Dwelshauvers
À l'origine issue d'un milieu certes anticlérical mais néanmoins catholique, ou au moins spiritualiste ou déiste, l'université verra au cours des dernières décennies du XIXe siècle le développement d'un courant farouchement athée ainsi que l'essor de la démarche scientifique positiviste chère à Auguste Comte, qui affirme le primat absolu de l'expérimentation et de la raison. Cette évolution ne se fit pas sans heurts. Ainsi, en 1890, la thèse de philosophie de Georges Dwelshauvers provoqua de vifs débats par ses positions athées alors que la majorité des professeurs de la faculté de philosophie et lettres étaient toujours déistes.

#### Affaire Élisée Reclus
Ces conflits entre doctrinaires et progressistes, puis entre libéraux et socialistes se traduiront également à l’université libre de Bruxelles par l’affaire Reclus. Élisée Reclus, géographe français anarchiste, avait été invité à donner cours à l’université libre de Bruxelles en 1892. En 1893, à la suite d'un attentat anarchiste, le conseil d’administration s’opposa à sa venue, désavouant ainsi le recteur Hector Denis, premier socialiste élu à ce poste.

#### Conséquences
Cela provoqua une scission et la création d’une université nouvelle (1894 - 1919) qui sera parfois même surnommée « Université bulgare », au vu du nombre d'étudiants bulgares qui y étudieront, et qui perdura jusqu’à la fin de la Première Guerre mondiale.
L'université libre modifia ses statuts et inscrit le 10 juillet 1894 le principe du Libre examen dans son premier article qui s'énoncera désormais comme suit : « L'Université Libre de Bruxelles fonde l'enseignement et la recherche sur le principe du libre examen. Celui-ci postule, en toute matière, le rejet de l'argument d'autorité et l'indépendance de jugement ».

### Cercles étudiants
Dans les années 1880, les étudiants se groupent en cercles facultaires.
Par la suite, on verra apparaître des cercles interfacultaires qui ne groupent pas les étudiants par leur appartenance à une même discipline, mais en fonction de leurs opinions, philosophiques, politiques, etc. Le Cercle du libre examen en est un exemple.

### Début duXXesiècle
L’Institut de sociologie fut fondé en 1902. L'année 1904 vit la création de l'École de commerce Solvay. Au lendemain de la Première Guerre mondiale, qui entraîna la première interruption des cours de l'université, alors que Jules Bordet, professeur à l'université libre de Bruxelles se voit attribuer le prix Nobel de physiologie ou médecine (1919), on envisage de déménager à la suite de la croissance des besoins en espace et de la démolition du palais Granvelle du fait des travaux de la jonction Nord-Midi. Le choix se porte sur le plateau du Solbosch situé à la limite des faubourgs de l'époque. Les travaux débutent en 1921 par le bâtiment U inauguré en 1924. La construction du bâtiment A (qui n'est donc pas le bâtiment le plus ancien contrairement à une idée reçue) (1924-1928) est soutenue financièrement par la Belgian American Educational Foundation (héritière de la Commission for Relief in Belgium (CRB)), une organisation américaine (présidée par Herbert Hoover) destinée à restaurer l'enseignement universitaire en Belgique meurtri par la guerre. Elle participe également avec la famille Tournay-Solvay au financement de la cité Héger ouverte en 1933. En 1939, est inauguré l'Institut de cancérologie Bordet, boulevard de Waterloo.
En 1911, l'université obtient par une loi sa personnalité juridique et se dénomme université libre de Bruxelles - Vrije Hogeschool te Brussel.

### Première Guerre mondiale
De 1914 à 1918, les cours sont suspendus à la suite du sac de Louvain, à l'incendie de la bibliothèque et à la mort de 248 personnes dans la nuit du 25 au 26 août 1914, événement qui connut un grand retentissement dans la presse internationale. Il faudra attendre le 22 janvier 1919 pour que les cours reprennent à l’université libre de Bruxelles.
« Plutôt périr que céder(…) elle manquerait à elle-même si elle acceptait la censure : ce qui caractérise notre institution, ce qui lui donne sa seule ou tout au moins sa vraie grandeur, c’est la liberté de pensée et de parole qui s’est abritée ici »[1]. Voici ce que déclarait Paul Héger, vice-président du conseil d'administration face aux tentatives des forces d’occupation allemandes de soumettre l’enseignement universitaire à ses ordres.

### Seconde Guerre mondiale

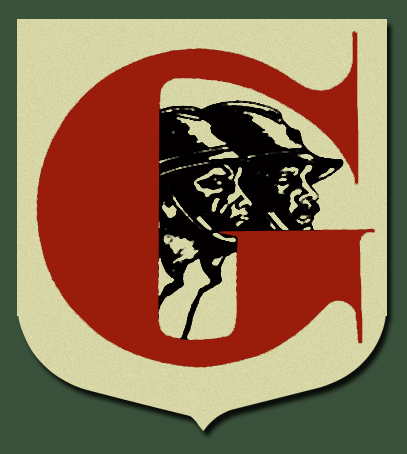
Écusson du Groupe G.

Les autorités de l'université protestent contre les deux ordonnances antijuives du 28 octobre 1940 qui furent émises par l'occupant allemand, mais laissent néanmoins leurs services administratifs procéder à une « exécution passive » des ordonnances. L'« exécution passive » aboutit à l'exclusion des professeurs juifs, dont Chaïm Perelman qui organisa le comité de défense des Juifs, et sera suivie par l'exclusion des étudiants juifs. Certains ex-étudiants, s'engagent alors dans l'Association des Juifs en Belgique plutôt que dans la résistance, qui était quant à elle constituée principalement de Juifs issus des milieux populaires et de l'extrême-gauche. Certains rejoignent néanmoins la résistance comme Youra Livchitz, ex-étudiant de la faculté de médecine, qui organisa le 19 avril 1943 l'attaque contre le convoi n° 20, contre la déportation raciale des Juifs.
En novembre 1941, sous l'occupation allemande, l'université préfère se saborder en fermant ses portes plutôt que d'accepter des professeurs flamands d'Ordre nouveau imposés par les Nazis. Les étudiants et des professeurs partent dans d'autres universités belges, mais certains professeurs donnent des cours clandestins. Des professeurs et des étudiants militent dans la résistance, dont le Groupe G composé d'ingénieurs qui procèdent à des sabotages techniques comme la grande coupure affectant le réseau à haute tension par des destructions de pylônes et de stations électriques, ce qui handicape gravement les industries réquisitionnées par l'Allemagne pour la production de guerre.
La libération de Bruxelles, en septembre 1944, permet une reprise progressive des cours.

### Néerlandais et naissance de laVrije Universiteit Brussel
Des cours furent donnés en néerlandais à l'université libre de Bruxelles dès 1890 en faculté de droit, et en 1963 dans presque toutes les facultés. En attendant le monde politique ralenti par l'affaire de Louvain, l'université libre de Bruxelles prit les devants et se scinda en octobre 1969 en deux administrations distinctes établies selon la langue.
En 1970, une loi dissout définitivement la personnalité juridique de l'université libre de Bruxelles - Vrije Universiteit te Brussel. Contrairement à l'université de Louvain, qui ne fut pas dissoute et où les actuelles UCLouvain et KU Leuven se partagent la personnalité juridique de 1911, deux nouvelles universités libres de Bruxelles sont fondées par cette même loi du 28 mai 1970 : l'université libre de Bruxelles, francophone, ainsi que la Vrije Universiteit Brussel néerlandophone.
Juridiquement, les deux universités sont donc indépendantes. Cependant, le titre de Vrije Universiteit Brussel est l'exacte traduction du nom de l'université libre de Bruxelles, les valeurs de la philosophie du libre examen étant celles de la nouvelle université de langue néerlandaise, comme elles sont celles de l'université libre de Bruxelles depuis 1835. Les deux institutions sont d'ailleurs voisines, les nouveaux bâtiments de la Vrije Universiteit ayant été érigés sur l'ancien champ de manœuvres de la gendarmerie à côté des extensions de l'université libre sur ce que l'on appelle le Campus de la Plaine, à Ixelles. Mais l'université francophone conserve le siège historique situé non loin de là, avenue Roosevelt, en plus de ses extensions. Cette proximité favorise les contacts entre professeurs dont certains enseignent dans les deux établissements. Des formations et des masters sont d'ailleurs organisés en commun.

### Faucons pèlerins

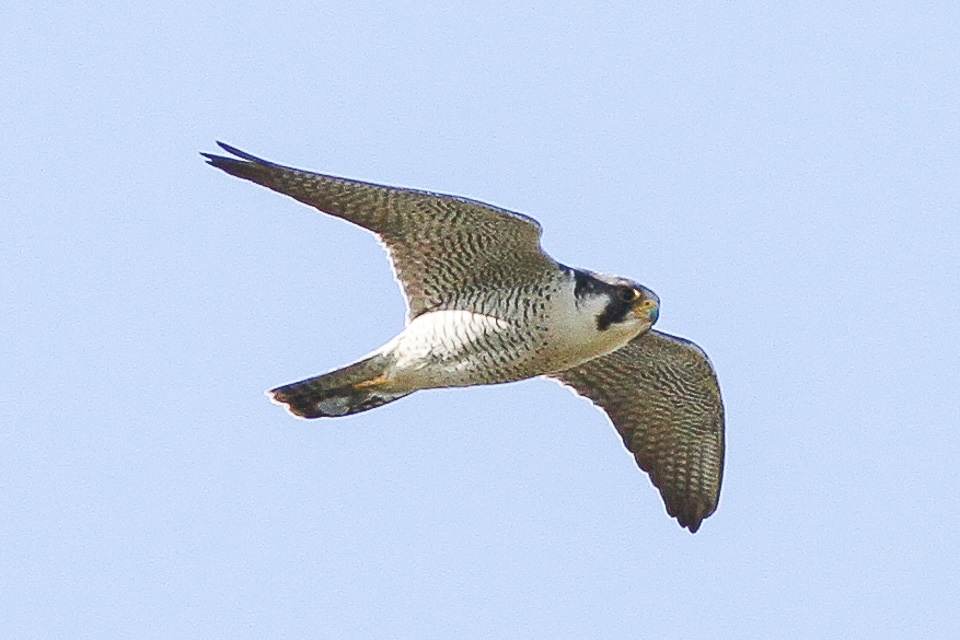
Un Faucon pèlerin.

Depuis le printemps 2019, un couple de Faucons pèlerins s'est naturellement installé au sommet d'un des bâtiments du campus du Solbosch. La femelle est née en 2014 près de Maastricht et le mâle en 2015 sur l'église Notre Dame de Laeken. Cette installation naturelle fait suite à la progression spectaculaire de cette espèce en Belgique depuis que des mesures de protections ont été prises afin de permettre son retour après sa disparition totale du pays et d'une large partie de l'Europe à la suite de la persécution et de l'emploi de pesticides. Le couple nicheur du Solbosch fait s'élever à 14 le nombre de sites de nidification de cette espèce dans la Région de Bruxelles-Capitale.

## Campus

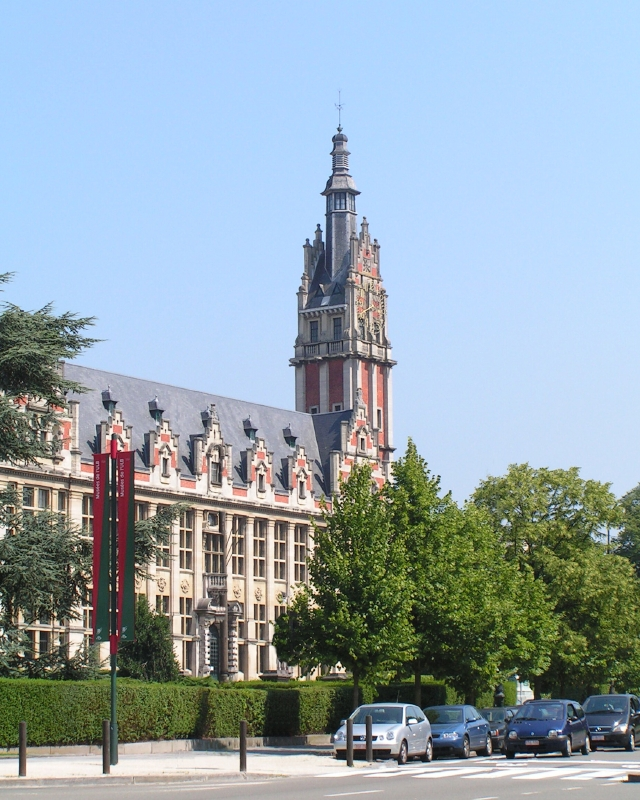
Un bâtiment de l'ULB donnant sur l'avenue Franklin Roosevelt.

L'université est principalement implantée sur trois campus :
- Campus du Solbosch à Ixelles et Bruxelles[21],
- Campus de la Plaine à Ixelles,
- Campus Érasme à Anderlecht.

Le principal est celui du Solbosch, qui accueille l'administration et les services généraux de l'université. On y trouve également la plupart des facultés de sciences humaines, l'École polytechnique, la grande bibliothèque des sciences humaines, et parmi les musées de l'ULB, le musée de zoologie, la salle d'art contemporain Allende et le musée M. De Ghelderode.
Le campus de la Plaine accueille la faculté des sciences et la faculté de pharmacie. On y trouve aussi les Experimentariums de physique et de chimie, le musée des plantes médicinales et de la pharmacie et des logements étudiants.
Le campus Érasme abrite l'hôpital Érasme et le Pôle Santé, c'est-à-dire la faculté de médecine, l'École de santé publique et la faculté des sciences de la motricité (la faculté de pharmacie se trouvant à la Plaine). S'y trouvent également l'École d'infirmières (avec la Haute école libre de Bruxelles - Ilya Prigogine), le musée de la médecine et le musée d'anatomie et d'embryologie humaines.
Le Biopark Charleroi Brussels South, situé sur le site de l'Aéropole de Gosselies (Charleroi) abrite l'Institut de biologie et de médecine moléculaires (IBMM), l'Institut d'immunologie médicale (IMI), le Laboratoire de biotechnologie végétale (LBV), le centre multimodal d'imagerie (CMMI), plusieurs spin-offs, un incubateur (Wallonia Biotech SA) et le premier centre intégré de vaccinologie en Région wallonne : ImmuneHealth.

### Transport en commun
Les campus de l'ULB sont accessibles par les transports en commun suivants :
- Solbosch : Tram 8 et 25, bus 71 et 72, TEC 366, arrêt ULB.
- Plaine : Métro 5, bus 71 et 72, De Lijn 341 343 348 349, TEC ©, arrêt Delta.
- Erasme : Métro 5, bus 74, De Lijn 141 142 620[note 1], arrêt Érasme/Erasmus.

## Facultés, instituts et écoles

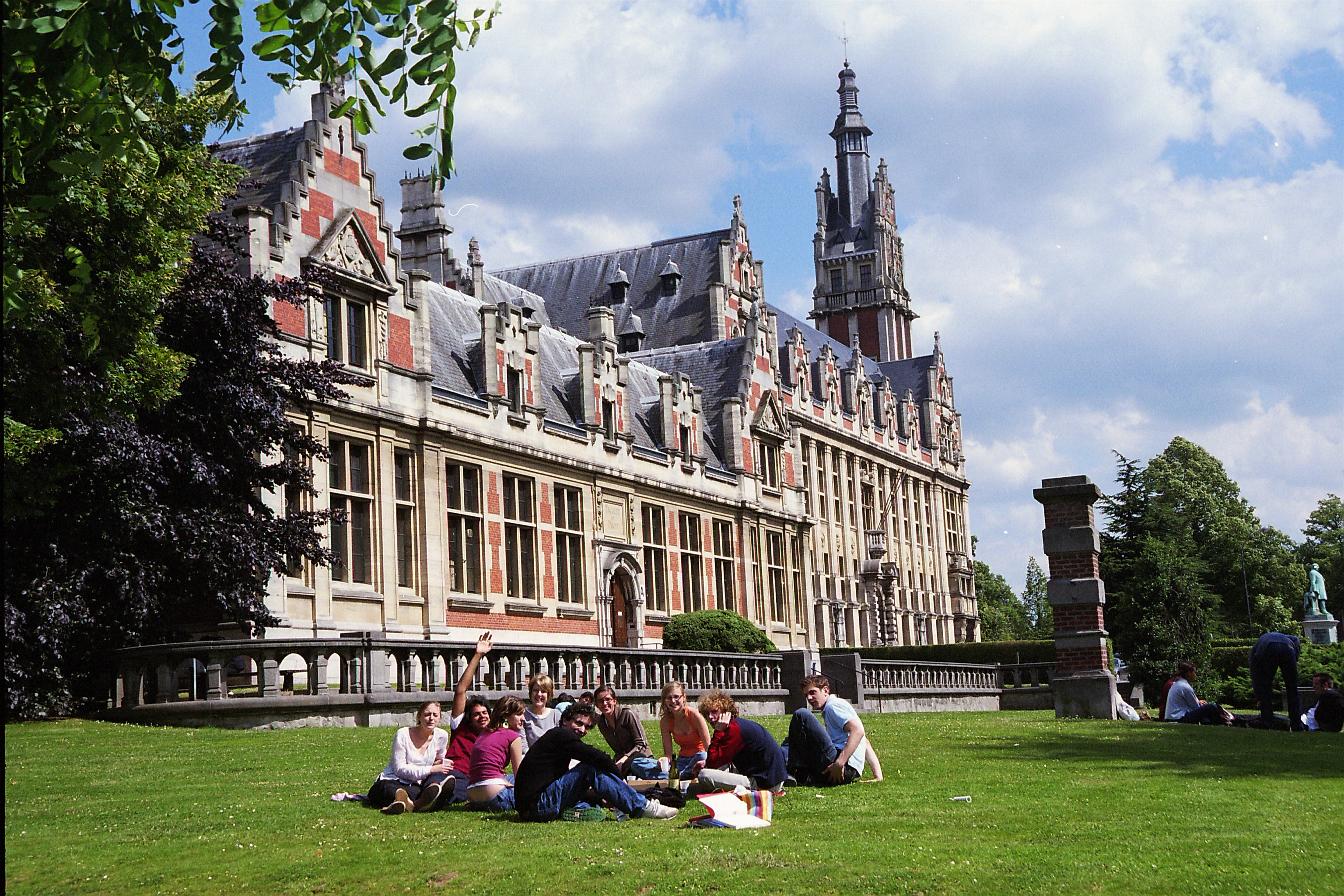
Faculté de droit de l'université libre de Bruxelles.

(décembre 2015).

## Musées de l’université libre de Bruxelles
Le Réseau des musées de l’ULB fédère 12 musées de l’université, répartis sur 4 campus bruxellois (Auderghem, Érasme, Plaine, Solbosch) et 2 sites wallons (Charleroi-Parentville, Treignes). À ces 12 musées, il faut ajouter des collections universitaires non ou difficilement accessibles au public (cartothèque géographique, instruments électriques anciens, moulages en plâtre, numismatique, etc.). 
- Centre de culture scientifique de l'ULB à Charleroi-Parentville
- Centre de recherches et d’études technologiques des arts plastiques
- Ecomusée du Viroin
- Expérimentarium de physique
- Expérimentarium de chimie
- Jardin botanique Jean Massart
- Musée d’anatomie et d'embryologie humaines
- Musée de la médecine
- Musée des plantes médicinales et de la pharmacie
- Muséum de zoologie - Institut Troley-Rousseau (MuZoo)
- Salle Allende - Art contemporain
- Musée de minéralogie

### Réseau des musées de l’ULB
Si chacun de ces 12 musées est le résultat d’une histoire particulière parfois ancienne, le Réseau des musées de l’ULB est une association de fait née en mai 2003. L’objectif de cette opération était de permettre aux acteurs impliqués dans les diverses initiatives muséales de l’université de mieux se connaître et de découvrir les réalisations de chacun d’entre eux. La création d’un réseau des musées de l’ULB est outil de renouvellement de la pédagogie et lieu d’apprentissage. Depuis lors, ces 12 musées se rencontrent mensuellement et ont établi ou réalisent des projets communs, comme un site internet et les Dimanches des musées de l’ULB.
La motivation qui sous-tend les projets du Réseau est le désir de faire rencontrer au public deux types d’institutions aux visages très proches : le musée et l’université. En effet, outils de recherche et de progrès et gardiens du patrimoine, musée et université sont aussi les conciliateurs de l’art et de la science, domaines trop souvent considérés comme antagonistes. Les Dimanches des musées de l’ULB constituent la première concrétisation de ce souhait de voir collaborer ces deux acteurs des scènes culturelles, scientifiques et pédagogiques, dans le but de partager avec le public leurs connaissances et leurs acquis.
En tant qu’association de fait, le Réseau adhère à diverses associations de musées, nationales et internationales, tels le Conseil bruxellois des musées (CBM), l’Association francophone des musées de Belgique (AFMB) ou encore le Comité international pour les musées universitaire (UMAC) de l’ICOM.

## Partenaires privilégiés
Les autorités académiques ont désigné comme « partenaires privilégiés » un nombre restreint d'institutions étrangères. Ce choix est basé, d’une part, sur le nombre et la qualité des relations scientifiques et d’enseignement avec ces institutions et, d’autre part, sur les orientations stratégiques internationales de l’ULB.
Il permet notamment de faciliter le développement de nouvelles collaborations scientifiques avec ces institutions et d’en inviter des collègues dans le cadre de chaires internationales.
- Université de Californie Berkeley, États-Unis
- Université d'Oxford
- Université de Cambridge
- Sorbonne Université
- Université de Montréal
- Université de Genève
- Université Fudan, Shanghai, China
- Université Waseda, Tokyo, Japan
- Université de la Colombie-Britannique (Vancouver, Canada)
- Collège de France
- Universidade de São Paulo

## Prix et récompenses

### Nobel

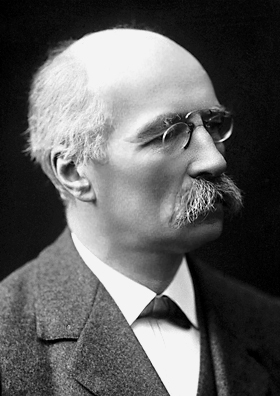
Henri La Fontaine, prix Nobel de la paix en 1913.

L'université libre de Bruxelles a vu six de ses diplômés ou professeurs récompensés par le prix Nobel.
- Henri La Fontaine (1854–1943) : prix Nobel de la paix en 1913.
- Jules Bordet (1870-1961) : prix Nobel de médecine en 1919.
- Albert Claude (1899-1983) : prix Nobel de médecine en 1974.
- Ilya Prigogine (1917-2003) : prix Nobel de chimie en 1977.
- François Englert (1932) : prix Nobel de physique en 2013.
- Denis Mukwege (1955) : prix Nobel de la paix en 2018.

### Prix Wolf
- Robert Brout
- Pierre Deligne
- François Englert
- Jacques Tits

### Prix Francqui
- Robert Brout
- Michèle Grégoire (juriste)
- Éric Remacle
- Paul Magnette
- Marc Henneaux
- Marc Parmentier
- Mathias Dewatripont
- Étienne Pays
- Gilbert Vassart
- Jacques Urbain
- Marc Wilmet
- François de Callataÿ (économiste)
- Claire Préaux (latiniste et helléniste)
- Pierre Gaspard (physicien)
- Pierre Vanderhaeghen
- René Thomas (généticien)
- Bram de Rock (économiste)

### Médaille Fields

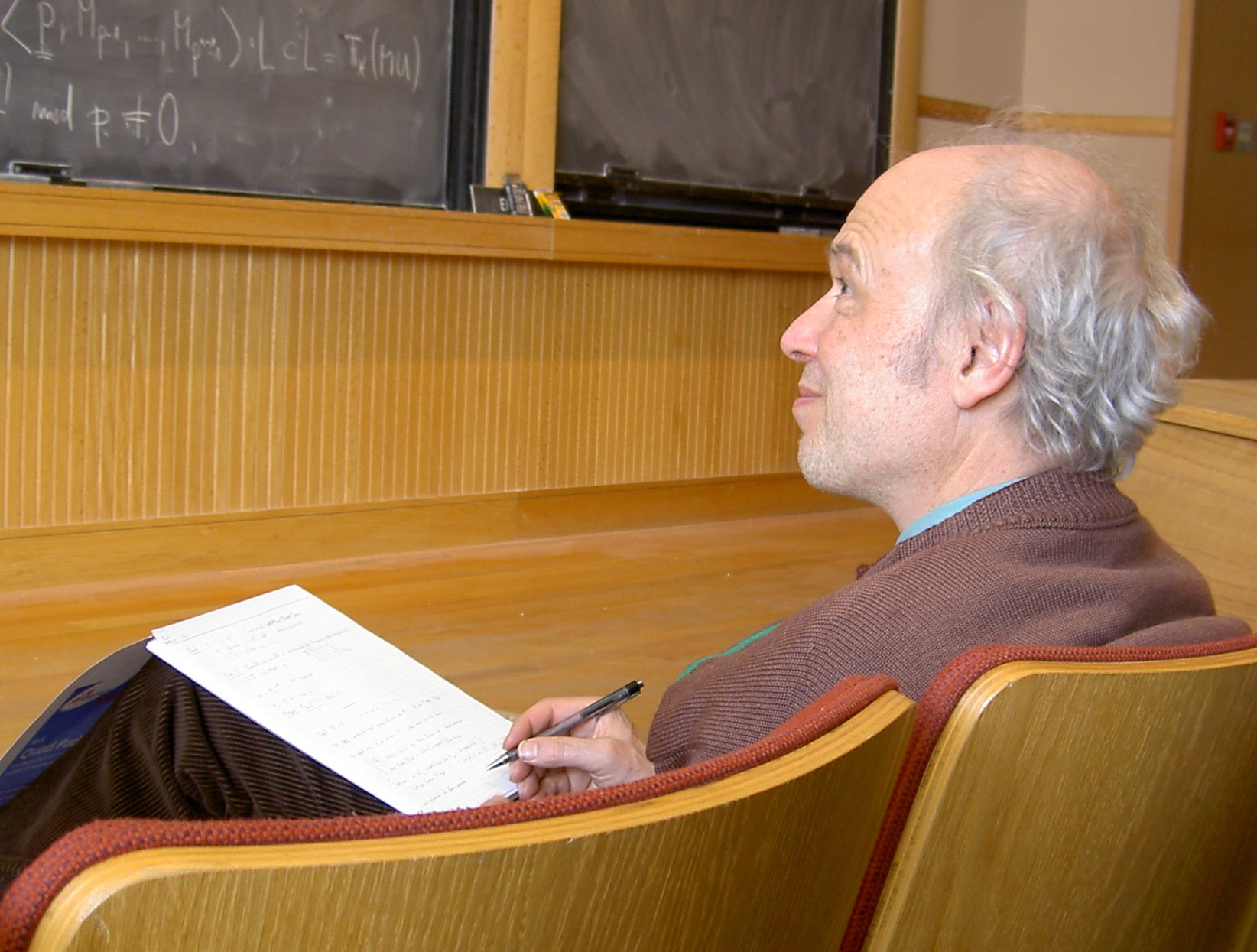
Pierre Deligne, lauréat de la médaille Fields et du prix Abel.

Une médaille Fields a été décernée à Pierre Deligne en 1978.

### Prix Abel
Un prix Abel a été décerné à Jacques Tits en 2008 et à Pierre Deligne en 2013.

## Personnalités liées à l'ULB

### Enseignants et chercheurs

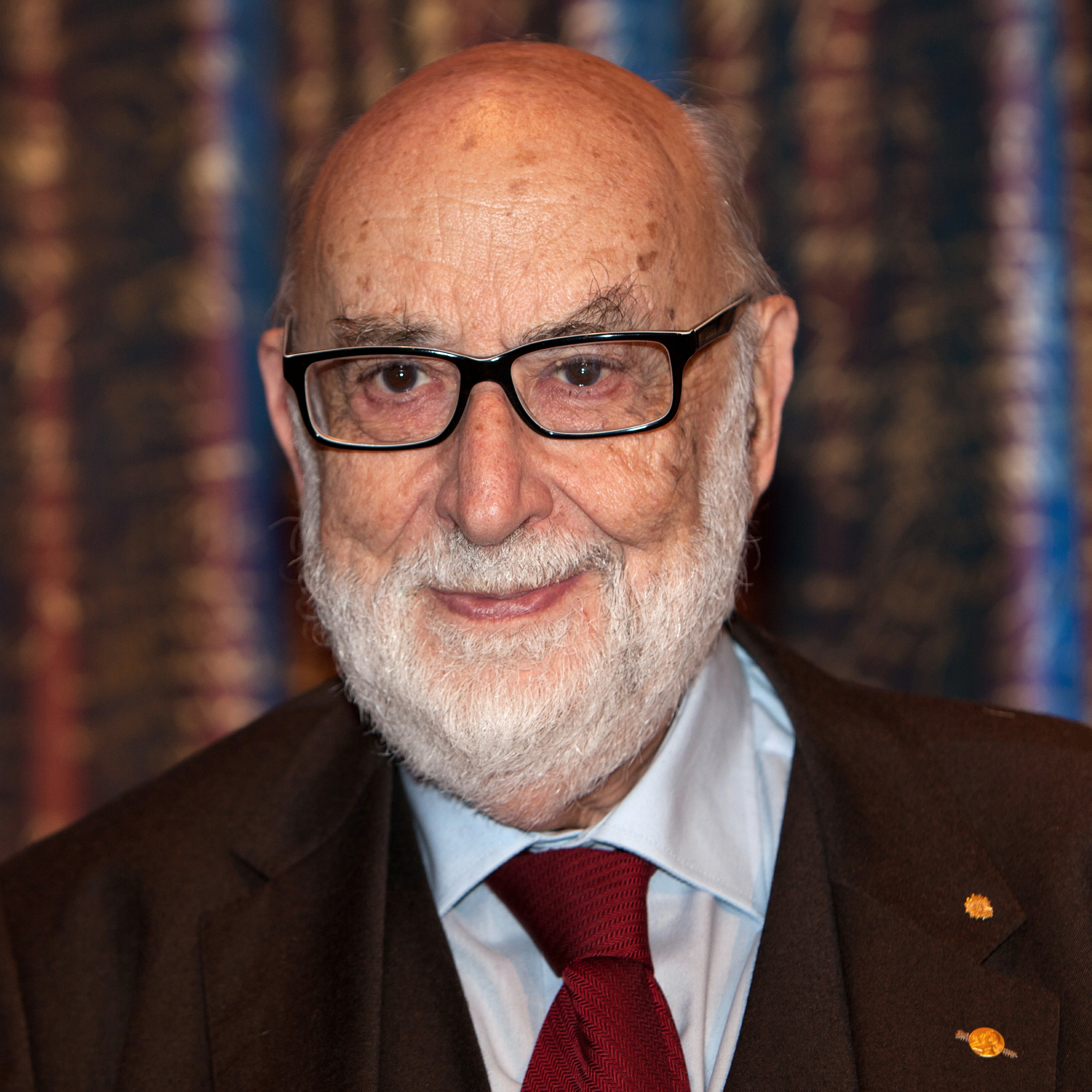
Francois Englert, prix Nobel de physique en 2013.

Dès sa fondation, l'université dispose des plus éminents professeurs de l'époque : Auguste Baron, Van de Weyer, Quetelet, Waxweiler. L'aéronaute et océanaute suisse Auguste Piccard, comme les physiciens Robert Brout et François Englert (ULB 1959, prix Nobel de physique) donnèrent aussi des cours à l'université.
Les enseignants occupent l'une des catégories d'emplois suivantes : professeur (définit les enseignements et assure les cours magistraux), professeur associé (assure les cours d'approfondissement), professeur chargé de cours (assure les cours d'application), maître de conférences (encadre des groupes d'élèves et anime des séminaires) ou chargé d'enseignement (encadre les travaux pratiques, expérimentaux ou informatiques).

#### Liste des premiers professeurs de l'université libre de Bruxelles avant 1884
En 1884, après cinquante ans d'existence, l'université publia un premier bilan de ses activités et la biographie des professeurs qui, en un demi-siècle, ont fondé son enseignement.
- Henri Ahrens
- Albéric Allard
- Jean-Jacques Altmeyer
- L.-C.E. Alvin
- Lucien Anspach
- Égide-Rodolphe-Nicolas Arntz
- François-Désiré Bancel
- Jules Bara
- Auguste Baron
- Louis Bastiné
- Henri Bergé
- P. Bergeron
- François-Lambert Berghems
- Charles Beving
- J. Blancquaert
- J. Blondeau
- Joseph-Édouard Bommer
- J.Bougard
- Lambert Bouvier
- Alexandre Buisset
- Alphonse Capart
- Pascal-Vincent Carletti[27]
- Eugène Carpentier
- Caroly
- Jean-Baptiste Charbo
- Louis Chitti
- Jean-Baptiste Coppez
- Alexandre Coppyn
- Modeste Cornil
- Jean Crocq
- Charles de Brouckère
- Henri de Brouckère
- Antoine De Cuyper
- Eugène Defacqz
- Alfred Defuisseaux
- Pierre-Joseph de Gamond
- Auguste-Donat De Hemptinne
- Charles Delstanche
- Prosper Delvaux
- Hector Denis
- Sébastien Denis
- Jean-Baptiste Depaire
- Jean-Baptiste Derache
- Louis de Roubais
- Eugène de Saint-Moulin
- Édouard-Henri De Smet
- Joseph De Smeth
- Pierre-Napoléon de Villers
- P. De Wilde
- Gustave Duchaine
- Jules d'Udekem
- Charles Duvivier
- Léo Errera
- François Fétis
- Pedro-Americo de Figueiredo e Mello
- P. François
- Jean-Baptiste Francqui
- Émile Frensdorff
- R. Gandillot
- Pierre-François George
- Léon Gérard
- Alfred Giron
- Gottlieb Gluge
- L. Goemans
- Joseph-Fortuné Guiette
- Charles-Étienne Guillery
- Hippolyte Guillery
- Eugène Goblet d'Alviella
- Charles Graux
- Pierre-Joseph Graux
- Joseph-Désiré Hannon
- Émile Hannot
- Charles-Théodore Hauben
- Édouard Hauchamps
- Paul Héger
- Ernest Hendrickx,
- J. Henriette
- Achille Herlant
- Jean-Charles Houzeau de Lehaie
- Alphonse Huberti
- Léon Hyernaux
- Paul Ithier
- Charles Jacmart
- Jean-Charles Jacobs
- Victor Jacques
- Édouard James
- Arthur Joly
- Théodore Joly
- Théodore Jonet
- Jean Kickx
- Jules Kindt
- Corneille-Jean Koene
- Édouard Kufferath
- Célestin Laisné
- Henri Lambotte
- Philippe-Henri-Joseph Langlet, faculté de médecine.
- Henri Lavallée
- Henri Lebeau
- Jules Lejeune
- Joachim Lelewel
- Auguste Lelong
- Joseph-Émile Lequime
- Jean Lhoir
- Eugène Mahaux
- Auguste Marchant
- Léon Marcq
- Charles-Gustave Maynz
- François-Joseph Meisser
- Zacharie-Zéphirin Merchie
- Antoine Meyer
- Félix Minguet
- Jean-Philippe Molitor
- Charles-Narcisse Morel
- Émile Mouris
- Michel Mourlon
- Parfait-Joseph Namur
- Floris Nollet
- Xavier Olin
- Auguste Orts
- Charles-Narcisse Oulif
- Jules Parigot
- Charles-Isidore Pasquier
- Hermann Pergameni
- Martin Philippson
- David Picard
- Edmond Picard
- Arsène Pigeolet
- George Pilar
- Isidore Plaisant
- Adolphe Prins
- Louis-Vincent Raoul
- George Renson
- Albert Reychler
- Alphonse Rivier
- Guillaume Rommelaere
- Hippolyte Rossignol
- Edmond Rouffart
- Ernest Rousseau
- Adolphe Roussel
- Joseph-Guillaume Sacré
- Léopold Sancke
- Auguste Scheler
- Frédéric Schliephake
- Nicolas Schmit
- Louis Seutin
- Pierre-Joseph Simonart
- Sylvain-Émile Spehl
- Pierre Splingard
- A. Stevart
- L. Stiénon
- Tallois
- Jules Tarlier
- Paléologue Théologue
- Jean-Baptiste Thibou
- Jules-Adrien Thiriar
- Jean-Thiry
- Paul-Louis Thomas
- Guillaume Tiberghien
- Jean-François Tielemans
- Sébastien Tirifahy
- Tordeus
- E. Uricoechea
- André Uytterhoeven
- Uytterhoeven, père
- Victor-Jean Uytterhoeven
- Eugène Van Bemmel
- Van Cutsem
- Bernard Van den Corput
- Henri-Joseph Van den Corput
- Léon Vanderkindere
- Eugène Van der Rest
- Sylvain Van de Weyer
- Alphonse Van Engelen
- Pierre-Josse Van Esschen
- Jean Van Ginderachter
- Charles Van Hoeter
- Émile Van Hoorebeke
- Jean-Baptiste Van Huevel
- Pierre Van Meenen
- Charles Van Mons
- Édouard Van Risseghem
- Jacques Van Thielen
- Tobie Van Volxem
- Alfred Vauthier
- Théodore Verhaegen
- Pierre François Verhulst
- Maximilien Veydt
- Victor Vleminckx
- Johann-Christoph Vollgraff
- J. Von Gross
- J-M. Wehenkel
- Alphonse Willems
- Alexandre Wilmart
- Jules Wilmart
- Lucien Wilmart
- Henri Wittmeur
- E. Yseux
- Alfred Zimmer

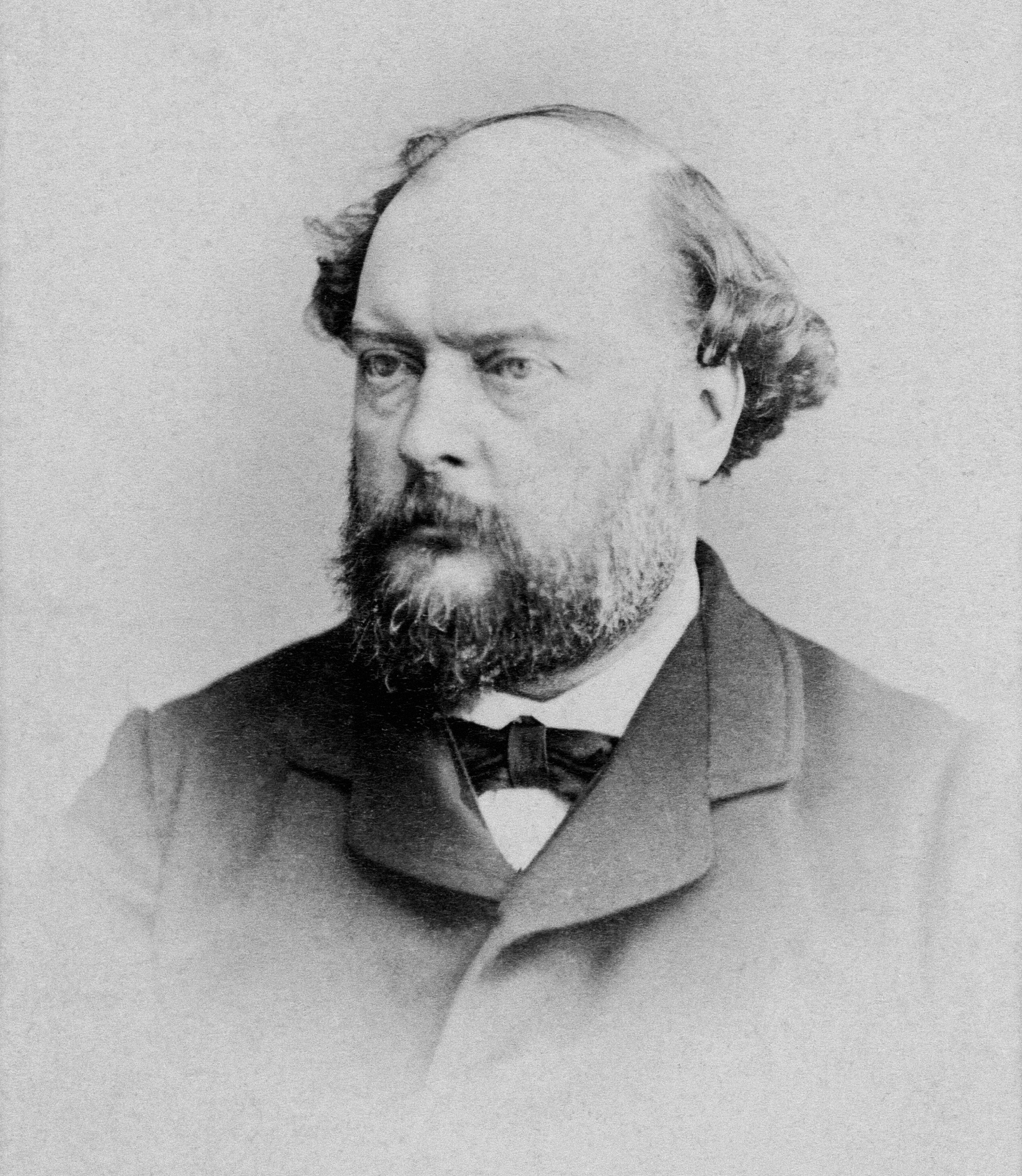
François-Désiré Bancel, (1822-1871) professeur de littérature et d’éloquence.
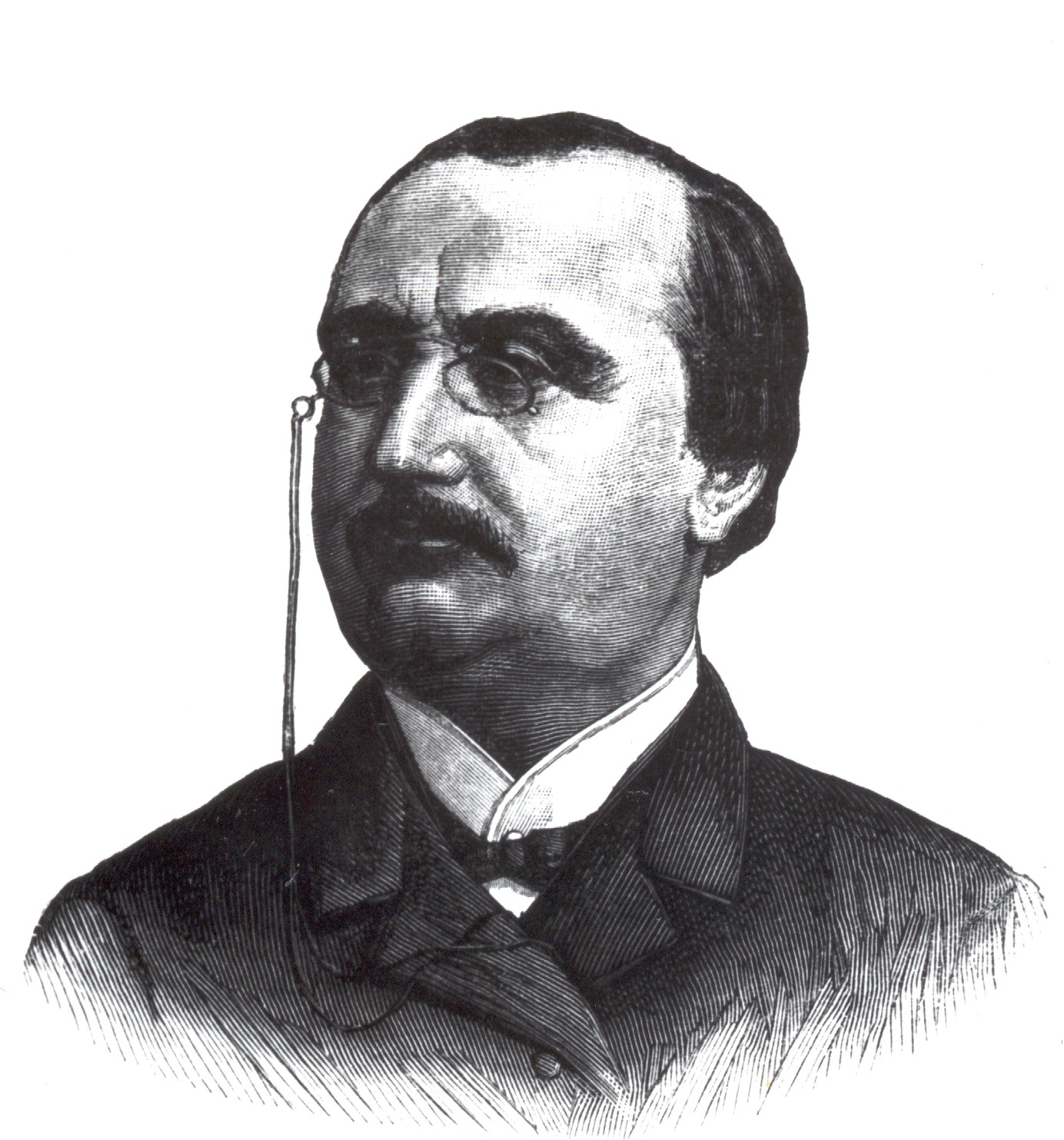
Jules Bara (1835-1900) professeur de droit.
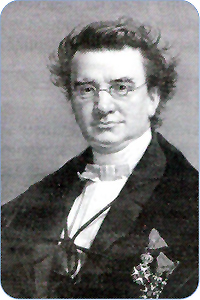
Auguste Baron (1794-1862) professeur de lettres classiques.
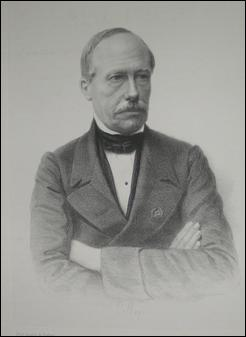
Charles de Brouckère (1796-1860) professeur d'économie.
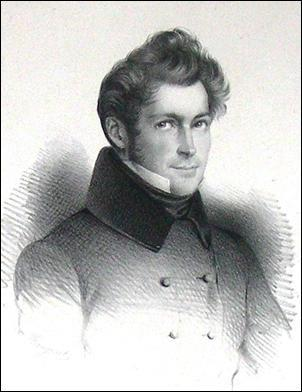
Henri de Brouckère (1801-1891) professeur de droit.
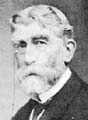
Eugène Goblet d'Alviella (1846-1925) professeur d'histoire des religions.
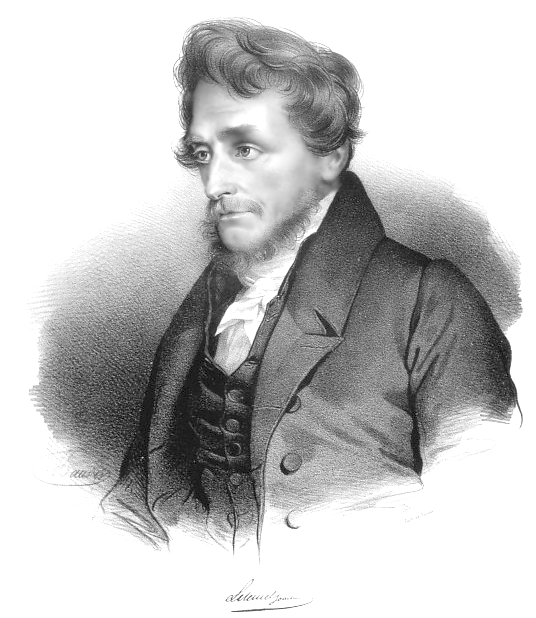
Joachim Lelewel (1786-1861) professeur d'histoire.
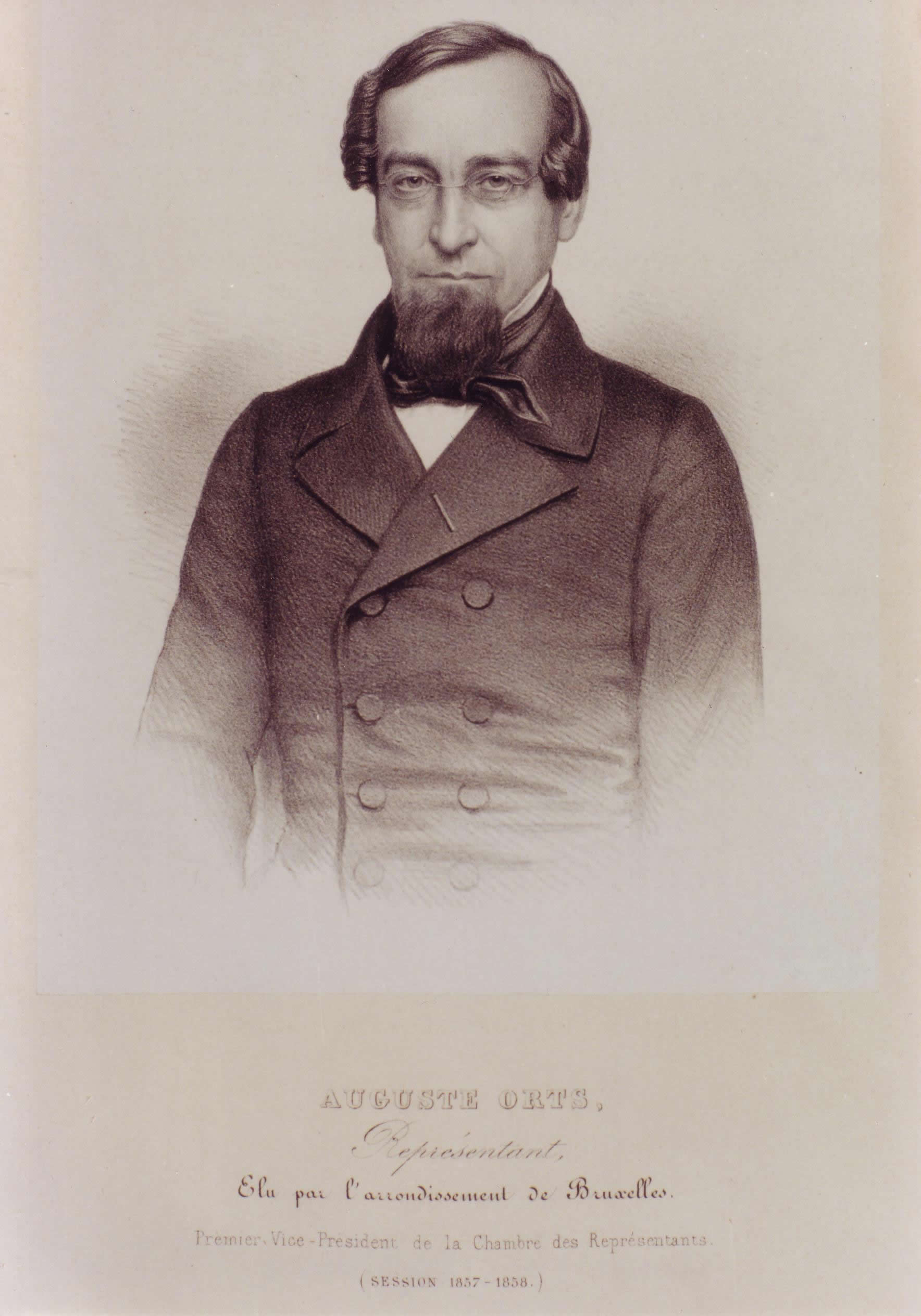
Auguste Orts (1814-1880) professeur de droit.
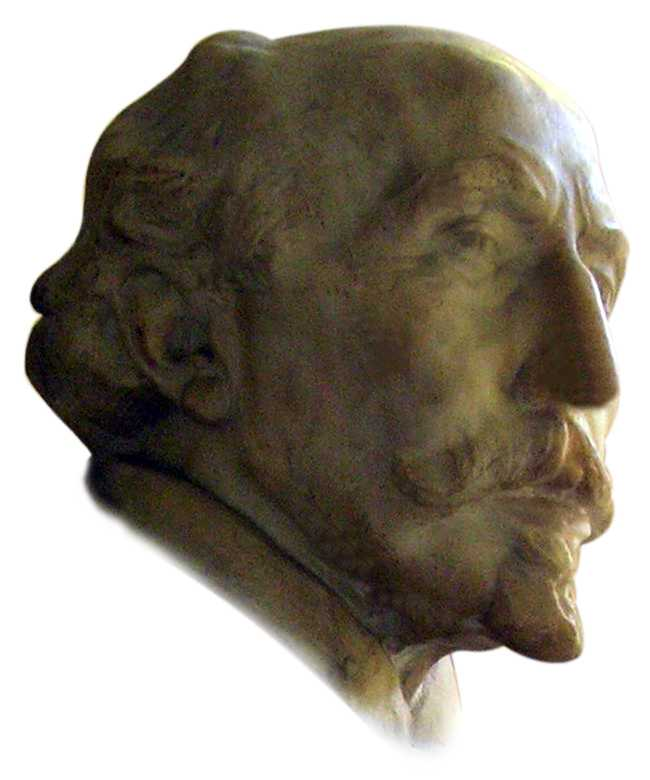
Edmond Picard (1836-1924) professeur de droit.
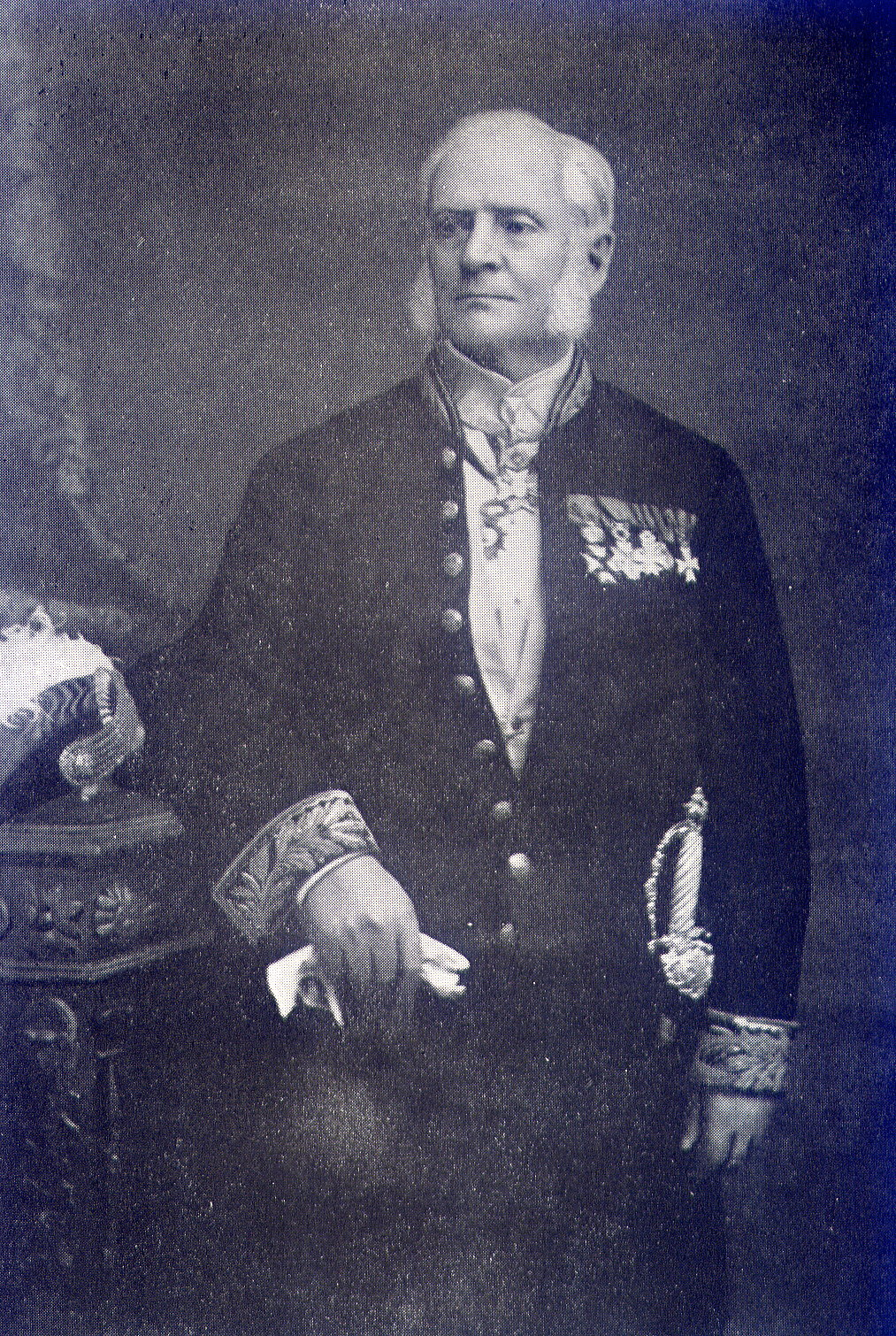
Arsène Pigeolet (1814-1902) médecin.
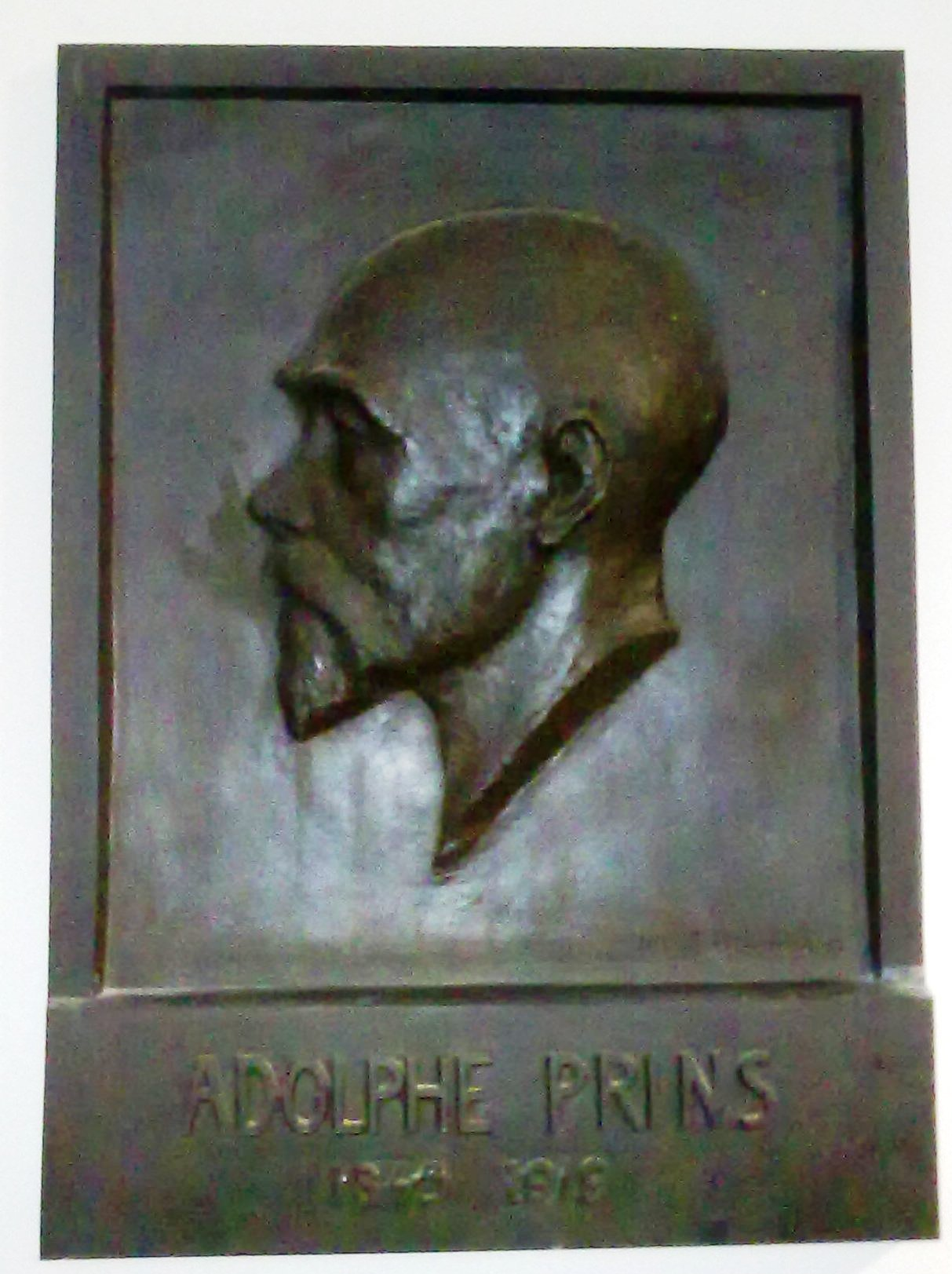
Adolphe Prins, (1845-1919) juriste.
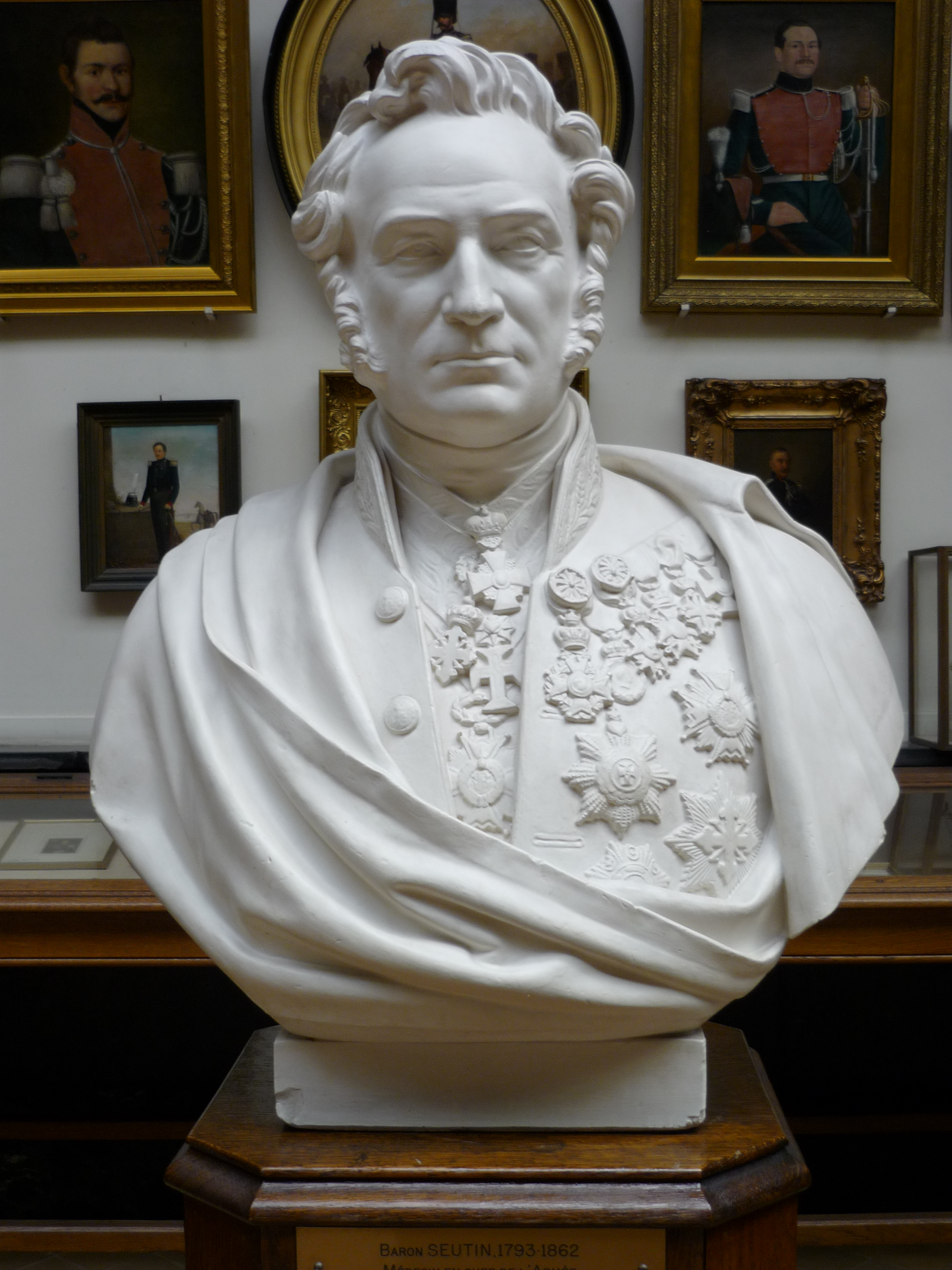
Louis Seutin (1793-1862) médecin.
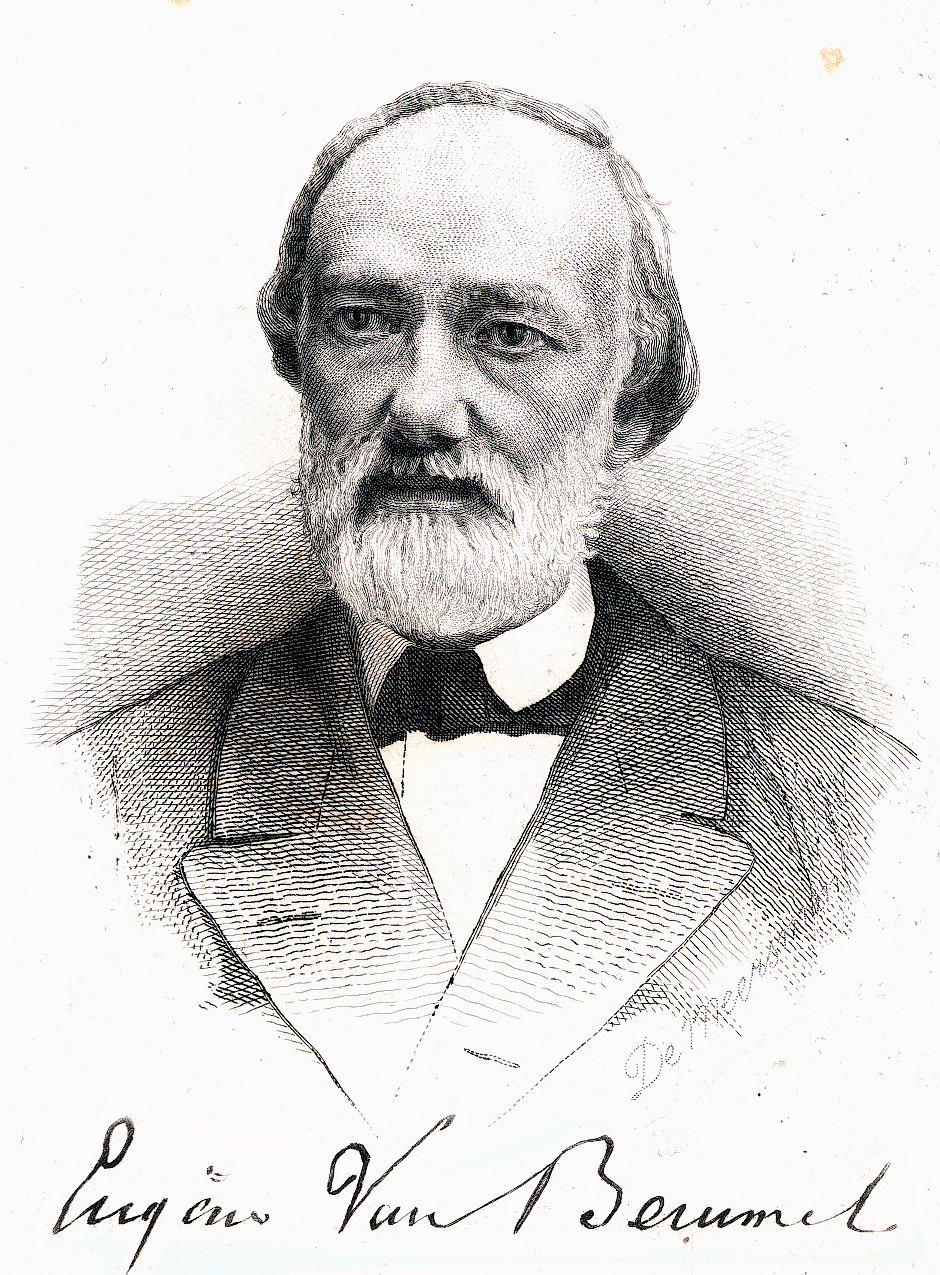
Eugène Van Bemmel (1824-1880) historien.
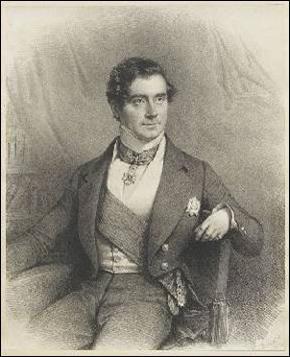
Sylvain Van de Weyer (1802-1874) historien de la philosophie.

### Docteurhonoris causa
L'université libre de Bruxelles honore également des personnalités de renom pour leurs activités diverses en les nommant docteurs honoris causa. Ne sont repris ci-dessous que les docteurs nommés par l'université et non ceux nommés par les facultés. Par ailleurs, la liste ne remonte pas plus loin que 1973, première année de remise du titre après la scission linguistique.
- 1973 : Salvador Allende
- 1979 : Maurice Béjart, Paul Delvaux
- 1984 : Simone Veil, Willy Brandt, Nelson Mandela, Andreï Sakharov, Altiero Spinelli
- 1987 : Abdou Diouf, Shimon Peres, Sandro Pertini, Mário Soares
- 1989 : Doïna Cornéa, Fang Lizhi
- 1990 : Alexander Dubček
- 1991 : Bronisław Geremek, Arpad Gönc, Václav Havel
- 1992 : Fédérico Mayor, Hubert Reeves
- 1993 : Edgar Morin
- 1994 : Simon Wiesenthal, Albert II de Belgique, Pierre Alechinsky
- 1995 : Théodore Angelopoulos, André Delvaux, Henri Storck, Andrzej Wajda
- 1996 : Immanuel Wallerstein, Arthur Haulot, Marek Edelman
- 1997 : Marc Van Montagu, André Capron
- 1998 : Claude Allègre
- 1999 : Jean-Didier Vincent
- 2000 : Louise Arbour, Nora Irma Morales De Cortinas, Simone Susskind, Wassyla Tamzali, Joaquim Chissano
- 2001 : Toots Thielemans (titre décerné en commun avec la VUB)
- 2002 : Hywel Ceri Jones, Domenico Lenarduzzi (it), Alan Smith, Angélique Verli
- 2004 : Philippe Busquin
- 2005 : Fadela Amara, Baltasar Garzón, Pierre Goldschmidt, Alpha Oumar Konaré, Robert Maistriau, Radhia Nasraoui
- 2007 : Nawal El Saadawi
- 2010 : Françoise Barré-Sinoussi, Mario Renato Capecchi, Alain Connes, Pierre Deligne, Christian De Duve, Ronald Dworkin, Gao Xingjian, David J. Gross, Ronald Inglehart, Eric Maskin, Mario José Molina, Edmund Phelps, Rolf Zinkernagel
- 2012 : Ela Bhatt, Costa-Gavras, Angela Davis
- 2013 : Élisabeth Badinter, Robert Badinter
- 2014 : Peter de Caluwe, Paul Dujardin
- 2016 : Ann Demeulemeester, Jaco Van Dormael
- 2020 : Caroline Pauwels, rectrice de la VUB

## Folklore estudiantin
Cette section devrait être déplacée dans l'article [[Cercles étudiants de l'université libre de Bruxelles]].
Pour plus d’informations, se reporter en page de discussion. (avril 2018)

### Cercles

#### Association des cercles étudiants
Voici une liste de certains cercles membres de l'Association des cercles étudiants avec leur année de fondation (ndla : et non pas d'intégration dans l'Association des cercles étudiants) :
- Cercle polytechnique (1884)
- Cercle de pharmacie (1882, 1884 ou 1886)
- Cercle des sciences (1890)
- Cercle de médecine (1891)
- Cercle Solvay (1905)
- Cercle d'histoire (1931)
- Cercle d'agronomie (1936)
- Cercle de droit (1902)
- Cercle de philosophie et lettres (1936)
- Le Semeur (Cercle des étudiants carolos et thudiniens) (1947)
- Cercle de psychologie (1950)
- Cercle de l'Institut supérieur des traducteurs et interprètes (Cercle de l'ISTI) (1965)
- Cercle des étudiants du centre et sympathisants (CECS) (1966)
- Cercle de philosophie et sciences sociales (1969)
- Cercle d'histoire de l'art et archéologie (1973)
- Cercle de kinésithérapie et d'ostéopathie (1972)
- Cercle de géographie et géologie (1976)
- Cercle des étudiants luxembourgeois à Bruxelles (1979)
- Cercle informatique (1976)
- Cercle des étudiants de la province de Luxembourg (La Lux) (1991)
- Cercle des architectes réunis (2009)
- Cercle de journalisme et communication
- Cercle de langues et lettres françaises et romanes

### Chanson estudiantine
L'expression la plus ancienne et la plus raffinée du folklore estudiantin est la chanson estudiantine ou paillarde. Certaines datent du 19e siècle. Parmi ces chants, il en est de traditionnels et d'autres caractéristiques de leur époque. L'histoire de la chanson estudiantine de ce dernier demi-siècle à l'ULB est marquée par deux événements majeurs. D'abord, en 1975, la création du festival de la chanson estudiantine qui imposa la création de chansons originales et renouvela et enrichit le répertoire. Ensuite le développement de guildes qui par leurs cérémonies et cantus maintiennent vivant ce patrimoine. Le recueil des chants pratiqués à l'ULB se retrouve dans les Fleurs du Mâle. La première édition, œuvre du Cercle des Sciences, date de 1922. Depuis de longues années, l'Union des Anciens Étudiants en assure les rééditions.

#### Festival de la chanson estudiantine
Le Festival belge de la chanson estudiantine est organisé chaque année, depuis 1975, au début du mois de novembre par le Cercle Polytechnique dans l’auditoire Janson méconnaissable. Il s’agit d’un concours de création et d’interprétation de chansons qui se fait par équipes de 4 à 6 chanteurs. Ce festival vise à promouvoir cet art qu’est le chant estudiantin et à en renouveler son répertoire. Lors du Festival, un jury remet une série de prix aux meilleurs groupes. Celui-ci ne se limite pas à l’ULB. En effet, le concours accueille chaque année des groupes venant d’universités et hautes écoles diverses en Belgique. Le Festival, ayant pour mission d’initier le plus grand nombre de personnes à la chanson estudiantine, est ouvert à tout le monde.

#### Guildes
Les Guildes de l’ULB ont vu le jour à partir des années ‘80 par l’intermédiaire de quelques étudiants soucieux de remettre le chant étudiant au goût du jour de façon plus formelle que cela ne se réalisait jusque-là. En effet, au fil du temps, son intérêt et surtout sa présence déclinèrent. Seul le Festival belge de la chanson estudiantine maintenait encore ce folklore visible et vivace. Pour ces raisons et bien d’autres, des groupes de jeunes et d’anciens étudiants, voulurent rétablir ces traditions en perdition. Par cette volonté et un large héritage de traditions folkloriques, naquirent les guildes tels que nous les connaissons aujourd’hui.
Généralement, une Guilde est composée de plusieurs membres ayant des postes définis, ceux-ci organisent au moins un évènement par mois, il peut s’agir de cantus classiques ou à thèmes, aussi bien que de vadrouilles (ndla : il s’agit d’une tournée des bars au cours de laquelle les participants chantent et célèbrent la camaraderie) ou de sorties culturelles. La Guilde a généralement à sa tête un Senior, qui s’assure d’orchestrer tout cela dans une ambiance fraternelle et conviviale. Le Senior est accompagné dans son bureau par le Cantor, qui se charge de lancer et proposer les chants, du Censor faisant respecter le calme et l’autorité à grands coups de bière ou punitions aussi dérisoires qu’amusantes, du Quaestor responsable des finances, du Scriba faisant office de secrétaire, et du Fuchs Mayor gérant les fuchsen (ceux qui servent les boissons) et les fûts. Chaque Guilde ou groupe possède un décorum propre lors de ses cantus. Mais tous partagent l’utilisation de la Corona (où les tables sont disposées en U), l’éclairage à la lueur des bougies et bien entendu la bière.
Voici une liste des principales guildes de l'ULB avec leur année de fondation :
- Guilde Halewijn (1985)
- Guilde Polytechnique (1986)
- Gens Fraternae Libidinis (1990)
- Guilde de la Robe de Pourpre (1992)
- Guilde Horus (1992)
- Guilde Mandarine (1993)
- Diable-au-corps (1996)
- Guilde Axis (1996)
- Guilde Turquoise (1997)
- Guilde Pharmacopée (1998)
- Guilde Médecine (1999)
- Guilde Gates (2003)
- Guilde du Ramon (2005)
- Ad Gildam Romanum (2015)
- Guilde Améthyste (2016)
- Guilde Mélusine (2016)

#### Ordres
Voici une liste de certains ordres reconnus ou parodiques avec ou sans leur année de fondation :
- L'Ordre des Frères Macchabées (1918)
- L'Ordre des frères Coquillards(1994)
- L'Ordre des frères Gastéréens (2000)
- L'Ordre de la Kasteel
- L'Ordre du Tricéphale
- L'Ordre des chevaliers du Temple (2000)
- L'Ordre des Chauves-souris (1981)
- L'Ordre des Hematophages de Belgique (Dindons) (1978)
- L'Ordre des Enculeurs de Dindons
- L'Ordre des HOLA (2022)
- L'Ordre des Sœurs Pintades (2005)
- Le (Dés)Ordre des Pastafariens (2024)
- L'ordre du Ramon (reconnu à l'ACE en 2017/2018)

## Controverses

### Conflit à la suite de la guerre à Gaza entre les étudiants et la direction de l'université libre de Bruxelles en 2024
Au cours de l'année 2024, un conflit sur la position et les initiatives exactes à adopter par l'université libre de Bruxelles vis à vis de la guerre à Gaza, débutée le 7 octobre 2023, éclate entre la direction de l'établissement, à la tête de laquelle se trouve la rectrice Annemie Schaus, et une partie de ses étudiants, qui réclament un soutien plus marqué des Palestiniens, s'inscrivant dans le mouvement étudiant propalestinien en 2024. À la suite d'une polémique née après l’annonce d’une conférence à l'ULB de Salah Hammouri, vivement critiqué par l'union des Étudiants Juifs de Belgique et le président de la Ligue belge contre l'antisémitisme, le 26 avril 2024,,,,, une centaine d'étudiants investissent le 7 mai 2024 le bâtiment B du campus du Solbosch,,, qu'ils rebaptisent bâtiment Walid Daqqa, en signe de soutien aux Palestiniens. Le groupe, qui prend le nom d'« université populaire de Bruxelles », dénonce un « génocide » en cours dans la bande de Gaza, exige l'arrêt de tout partenariat ou projet de recherche de l'ULB avec des universités israéliennes ainsi qu'avec l'entreprise française Thales, accusée de vendre des armes à Israël, et demande l'annulation de la visite dans l'établissement d'Élie Barnavi, prévue, le 3 juin 2024,,. La rectrice Annemie Schaus refuse ces revendications,, à l'exception de la suppression d'offres de stage de Thales, qu'elle accepte à l'issue d'une réunion avec l'université populaire de Bruxelles le 23 mai 2024.
Le 17 juin 2024, Annemie Schaus demande à l'université populaire de Bruxelles de quitter le bâtiment qu'elle occupe dans les plus brefs délais, ce que le mouvement refuse le 21 juin. Le 25 juin 2024, la police belge expulse de force les étudiants de l'édifice à six heures du matin. Entre fin août et début septembre 2024, 90 personnes sont convoquées par la police d'Ixelles dans le cadre d'une enquête sur le mouvement étudiant. D'après le parquet de Bruxelles en septembre 2024, plusieurs membres de l'université populaire de Bruxelles sont visés par des plaintes déposées pour « appartenance à un groupe promouvant la haine et la ségrégation raciale ».
En novembre 2024, l'université populaire de Bruxelles publie sur son compte Instagram la phrase « Pas de sionistes dans mon quartier, pas de quartier pour les sionistes » au sujet des attaques commises contre des supporters israéliens après un match de football à Amsterdam dans la nuit du 7 au 8 novembre 2024,. Ces propos sont jugés antisémites par Annemie Schaus et par l'institut Jonathas, centre d'études et d'action contre l'antisémitisme en Belgique, qui porte plainte pour incitation à la haine et à la violence contre le collectif dans la foulée,,.
La direction de l'ULB annonce le 9 décembre 2024 s'engager à établir des partenariats avec les universités palestiniennes et suspendre tout accord ou projet institutionnel de recherche impliquant une université israélienne jusqu'à « l'engagement clair » des institutions concernées « en faveur des exigences émises par la Cour internationale de Justice (CIJ) le 24 mai ». Cependant, l'université populaire de Bruxelles déclare continuer de militer pour la « transparence totale sur les partenariats de l'ULB » et pour un « boycott complet des universités et entités complices de la colonisation en Palestine »,.